# Pantoporia maligowa
Pantoporia maligowa är en fjärilsart som beskrevs av Hans Fruhstorfer 1912. Pantoporia maligowa ingår i släktet Pantoporia och familjen praktfjärilar. Inga underarter finns listade i Catalogue of Life.